# Ammazzateci tutti
Ammazzateci tutti (en français : « Tuez-nous tous »), également connue sous son nom complet E adesso Ammazzateci tutti (« Et maintenant, tuez-nous tous »), est un mouvement social antimafia créé en Italie en octobre 2005 par Aldo Pecora, son porte-parole.
Le mouvement est originaire de Locri dans la région de Calabre. Il est également connu sous le nom des Ragazzi di Locri (« Jeunes de Locri ») puisqu'une majorité de jeunes lycéens et étudiants composent le mouvement.

## Historique

### Contexte
Le mouvement émerge à la suite de l'assassinat du Vice-président du conseil régional de Calabre, Francesco Fortugno par la 'Ndrangheta le 16 octobre 2005 à Locri — jour de vote des primaires de l'Union, coalition de centre-gauche pour les élections de 2006. Ce meurtre provoque beaucoup d'émotions et d'indignations parmi la population de la ville — notamment parce qu'il s'agit du 23e en 14 mois.
La première manifestation a lieu le 19 octobre 2005, jour des funérailles de Fortugno. L'événement rassemble nombre de jeunes de la ville : des lycéens mais également des étudiants. On compte 8 000 personnes lors de ce premier événement. Certaines bannières et banderoles affichées par les manifestants portent ce qui deviendra le nom du mouvement E adesso Ammazzateci tutti (« Et maintenant, tuez-nous tous »). Une partie des médias donnent un premier nom au mouvement : les Ragazzi di Locri (« Jeunes de Locri »).
Le 4 novembre, une nouvelle manifestation de 15 000 personnes marque la naissance du mouvement par le biais d'un site internet qui enregistre près de 200 000 visiteurs en moins d'une semaine,.

### Développement

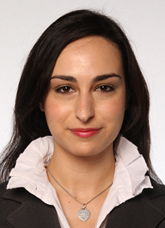
Rosanna Scopelliti en 2013. Elle est alors députée pour le Nouveau Centre droit dans la (2013-2018).

À partir de mars 2006, le mouvement se fait porte parole de la promotion d'une proposition de loi axée sur un objectif principal : l'inéligibilité pour tous ceux étant activement promu et soutenu par la mafia. Dans cette optique et dans un contexte d'élections parlementaires, le mouvement a obtenu le 24 mars les signatures de près de 150 parlementaires d'un soutien à cette proposition de loi. Durant l'année 2006, Ammazzateci tutti organise plusieurs événements publics promouvant entre autres le légalisme, un anniversaire des quinze ans de l'assassinat du magistrat Antonino Scopelliti (it), des manifestations antimafia à travers la Calabre avec le soutien du président de la République Giorgio Napolitano.
Le mouvement est également rejoint par Rosanna Scopelliti (it), fille d'Antonio Scopelliti en décembre 2005. Elle devient la coordinatrice nationale d'Ammazzateci tutti vers 2007. Elle devient plus tard députée d'abord sous l'étiquette du Peuple de la liberté  puis pour le Nouveau Centre droit dans la XVIIe législature de la République italienne entre 2013 et 2018. À ce poste, elle rejoint la commission parlementaire antimafia.

## Activités
Le mouvement organise régulièrement des manifestations depuis 2005 et milite activement pour l'adoption de lois imposant la légalité - notamment par l'imposition de l’inéligibilité pour les politiciens associés à la mafia. Le mouvement organise également des formations à l'adresse des écoles primaires et secondaires afin de sensibilité au milieu du juridique et à la lutte contre la mafia — à l'aide de journalistes, de magistrats et des témoignages de familles de victimes. Des débats et assemblées ouvertes sont également mises en place par Ammazzateci tutti. Avec l'aide de l'association Antonino Scopelliti, le mouvement vient en aide des familles victimes de la mafia et des testimoni di giustizia (« témoins de la justice »),.